# Shockleyova rovnice

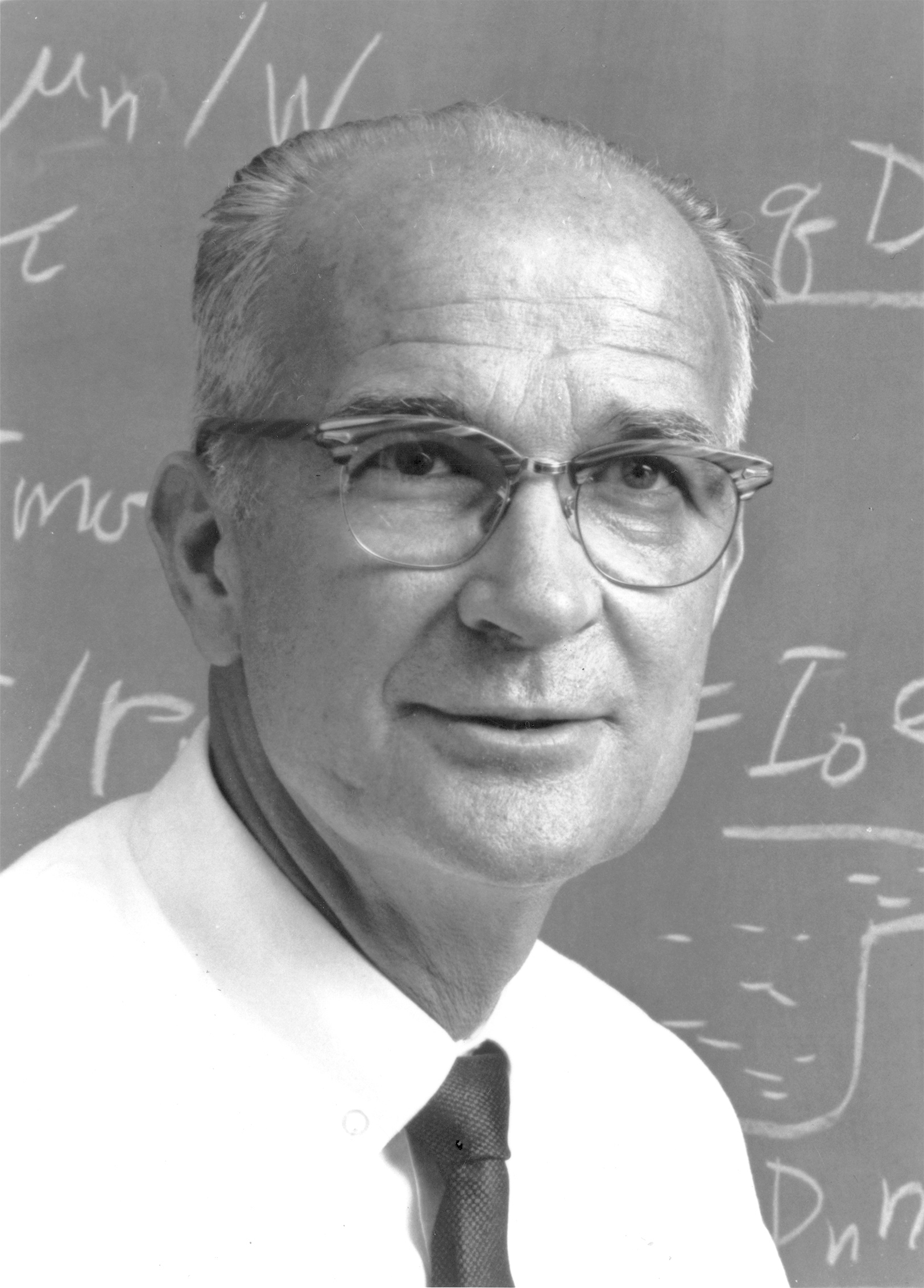
William Bradford Shockley, vynálezce tranzistoru, po němž nese rovnice jméno

Shockleyova rovnice (též Shockleyho) je rovnicí voltampérové charakteristiky reálné diody. Platí jak pro propustný, tak i pro závěrný směr. Je pojmenovaná podle Williama Shockleyho, který ji jako první odvodil. Vyjadřuje celkový proud PN přechodem.

## Tvar rovnice
- V základním tvaru, kdy vyjadřuje proud jako funkci napětí: 

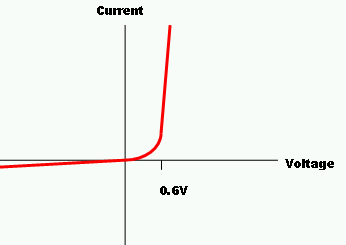
Běžný průběh V-A charakteristiky diody, na vodorovné ose je vyznačena hodnota difúzního napětí

  - {\displaystyle i=I_{0}\cdot (e^{\frac {u}{U_{T}}}-1)},[1] kde
    - i - proud přechodem
    - u - napětí přiložené na přechod
    - I0 - saturační proud
    - UT - teplotní napětí

  - Propustný směr: {\displaystyle u>>U_{T};i\approx I_{0}\cdot (e^{\frac {u}{U_{T}}})}
  - Závěrný směr: {\displaystyle u<<|U_{T}|;i\approx -{I_{0}}}

### Saturační proud
- Roste s plochou přechodu a jeho teplotou
- Klesá se šířkou zakázaného pásu a s koncentrací akceptorů a donorů
- {\displaystyle I_{0}=qA({\frac {D_{n}}{L_{n}}}{\frac {1}{N_{A}}}+{\frac {D_{p}}{L_{p}}}{\frac {1}{N_{D}}})\cdot n_{i}^{2}} ,[1] kde
  - q – elementární náboj (= 1,602 176 634×10−19 C)
  - A – plocha přechodu
  - Dn , Dp – difúzní koeficient
  - Ln , Lp – střední difúzní délka minorit. nosičů
  - NA , ND – koncentrace donorů a akceptorů
  - ni – vlastní (intrinsická) koncentrace

### Teplotní napětí
- Nesmí být zaměňováno s difúzním napětím
- {\displaystyle U_{T}={\frac {nkT}{q}}},[2] kde
  - n – emisní koeficient
  - k – Boltzmannova konstanta (= 1,380 649×10−23 J·K−1)
  - T – absolutní teplota (v Kelvinech)
  - q – elementární náboj (= 1,602 176 634×10−19 C)
- Pro 25 °C je cca UT ≈ 25 mV[3]